# 코르 드 발레
코르 드 발레(프랑스어:corps de ballet)는 발레 가운데에서 주요한 역할을 갖지 않는 군무(郡舞)형식을 담당하는 무용수를 가리킨다. 단독으로는 절대로 추지 않으며 언제나 많은 인원이 어울려 춘다. 
코르 드 발레의 발레에서의 중요한 역할은 정경(情景)을 만들어내는 데 있다. 예컨대 《백조의 호수》라는 발레의 제1막에서 왕자 지크프리트의 성년식(成年式)을 축하하여 마을의 남녀가 춤을 춘다. 또한 그 제2막인 호반의 장면에서 백조들이 떼를 지어 추나, 그것들은 각각 특정한 성격이 부여되고 있는 것이 아니라, 코르 드 발레의 군무로 전자는 화려한 성년식을 경축하는 무드를 자아내어 그 정경을 만들고 후자는 백조가 사는 호반의 정경을 생생하게 부각시키고 있다. 
그러나 이 코르 드 발레에 통제가 없고 함부로 난무(亂舞)할 때는 다음에 나타나는 솔리스트의 춤이 지니는 효과를 감소시킬 위험이 있다. 발레에서 가장 중요한 것은 솔리스트의 춤이므로 그것을 효과적인 것으로 하기 위해서는 통제가 있는 연출을 필요로 하게 된다. 그래서 대개의 경우 코르 드 발레는 대형(隊形)을 갖춰 질서 정연한 움직임이 부여되고 그 대형의 위치와 변화에 중점이 두어진다. 바꿔 말하면 코르 드 발레는 솔리스트를 돋보이게 하는 구실을 한다고 볼 수 있다. 
이와 같이 발레는 코르 드 발레의 춤과 솔리스트들의 춤이 번갈아 엇갈리며 구성되는 변화로 이루어진다. 그 변화를 위해서는 반드시 번갈아 등장한다고는 할 수 없으며 때로는 솔리스트의 춤의 배후에서 무대를 화려하고 아름답게 고조시키는 구실을 맡기도 한다. 즉 솔리스트의 배경을 맡는 것이다. 다만 어디까지나 배경적인 역할이기 때문에 어떠한 경우에도 솔리스트의 앞에 나서는 것은 허락되지 않는다. 이처럼 발레에서는 솔리스트의 춤을 중요시한다. 그 가운데에서도 주역을 맡는 제1무용수는 발레의 중심인물이기 때문에 가장 중요하다. 

## 같이 보기
- 발레 무용수
- 에드가 드가